# داود بن يزيد بن حاتم المهلبي
داود بن يزيد بن حاتم المهلبي الازدي هو أحد ولاة مصر في عهد هارون الرشيد.

## نسبه
داود بن يزيد بن حاتم بن قبيضة بن المهلب بن أبي صفرة (ظالم) بن سراق بن صحيح بن كندة بن عمرو بن وائل بن الحارب بن العتك بن الأسد بن عمران بن عمرو (مزبقياء) بن عأمر (ماء السماء) بن حارثة بن امرئ القيس بن ثعلبة بن مازن بن الأزد بن الغوف بن نبت بن مالك بن زيد بن كهلان بن سبأ بن يشجب بن يعرب بن قحطان الأزدي القحطاني.
واحد من أشهر الولاة في أفريقية ومصر والسند في العهد الذهبي للدولة العباسية في عهد هارون الرشيد في المغرب العربي ومصر والسند

## ولايته على المغرب العربي
ثورة الخوارج:
وثار في بافريقية رجل من الخوارخ الاباضية اسمه صالح بن نصير النفرئي وتبعه كثير من البربر الذين غرر بهم في باجة فبلغ والي أفريقية داودا بن يزيد المهلبي فقر التصدي له والقضاء على ثورته قبل استفحاله فرسل اليه المهلب بن يزيد ولم يوفق في التصدى له فقر داود ان يرسل له مرة أخرى قائد  أخرى.
معركة باجة:
عند إذا قرر ان ير سل اليه بن عمه وقائدها المظفر القوي الشكيمة سليمان بن الصمة المهلبي بعشرة الاف جندي وتحرك اليه سليمان بن الصمة من القيروان فبلغ ذلك صالح بن نصر واستعد للقائه والتقى في باجة وقتتلوا قتال شديد وصمد لهم سليمان بن الصمة صمودا عضيما انتهاء اخير بانتصار جيش القيروان وهزيمة ساحقة للخوارج البربر حيث وصف بن عذاري قتلاهم باكثر من عشرة الاف مقاتل ومن نحا منهم فر هربا لا يولي على شئ ويقول بن عذاري ((فوجه إليهم داود سليمان بن الصّمّة
في عشرة آلاف فارس. فهزم البربر وتبعهم وقتل منهم أكثر من عشرة آلاف))
معركة بشقبنارية:
جاء وصف بشقبنارية في الروض المعطار ((مدينة في بلاد إفريقيه بمقربة من مدينة الاربس، فيها آثار عظيمة، ويقال إنها كانت من أعظم مدن إفريقيه كان بها ماء مجلوب))
ثم ان هرب صالح بن نصير وانضم اليه جماعة من زعماء البربر الخوارج بشقبنارية لم يكونوا قد انضموا اليه في معركة باجة فبلغ ذلك داود بن يزيد بن حاتم وفي الحال قرر ان لايترك لهم فرصة فرسل قائدها المظفر للمرة الثانية سليمان بن الصمة المهلبي فلتقى بهم بشقبنارية فدارة بينهم معركة حامية الوطيس انتهت بانتصار ساحق لجيش القيروان وهزيمة منكرة للبربر ومقتل صالح بن نصير وجميع زعماء البربر الذين انضموا اليه.

## ولايتة على مصر
أقبل داود بن يزيد المهلبي الأزدي إلى مصر قادما من بلاد العراق ومعه الأمير العباسي إبراهيم بن صالح، وذلك لمساعدته في إخراج الجند القديدية من الفسطاط وابعادهم عن البلاد، فرحلوا عنها إلى مشرق الدولة ومغربها، وسار بعضهم إلى بلاد الشام عن طريق البحر الأبيض المتوسط، وظفرت بهم الروم وأسرتهم، وانتهى خطرهم على هذا النحو.
ولم تزد ولاية داود المهلبي عن سنة ونصف إذ لم يلبث هارون الرشيد أن عزله عن ولايتها.

## ولايته على السند
وبعد ذلك عين هارون الرشيد داواد بن حاتم بن يزيد المهلبي سنة 185هـ والي على السند وذلك لكثرة الاضطربات والفتن فيها ولما عرف عن يزيد بن حاتم القوة وسداد الرأي.
القضاء على ثورة النزارية:
معركة المنصورة:
وذلك ان قبائل نزار العربية والتي استوطنت السند مع الفتح الإسلامي فحصل خلاف بينهم وبين القبائل اليمانية وصارت الغلبة لنزارية وصاروا يردون طرد اليمانية واستطاعوا هزيمة اخيه المغيرة بن حاتم المهلبي الذي كان والي السند قبله واوصل داود بن حاتم المهلبي بجيش كبيرا واستمر القتال معهم في معركة حامية الوطيس انتهت بانتصار ساحق لدواد بن يزيد المهلبي على النزارية عن عشرين يوما من القتال.
حصار المنصورة:
وبعد هزيمة القبائل النزارية امام داواد بن حاتم تحصنوا داخل المدينة المنصورة عاصمة السند وكانت المنصورة مدينة حصينة عالية الاسوار قوة البناء عند اذ ظرب داواد بن يزيد المهلبي الحصار عليه وحصار شديدا حتى يرغمهم على الاستسلام.
بدا المعركة ثانية:
عندا اذ اشتد غضب داود بن يزيد المهلبي فخرجوا لقتاله مرة أخرى واستمر القتال لعدة أشهر واخير انتهاء الامر بانتصار داواد بن يزيد على النزارية ودخل المدينة عنوة وصادر كثير من املاك النزارية واتلف بعض املاكهم عقابا لهم.
الأمن والامان في السند:
وبعد ذلك نشر الامنا والامان والاستقرار في بلاد السند وقضى على التعصبات القبلية هناك وقام بالأصلاحات والتنظيم في البلاد حتى رقى في بلاد السند في ميادين مختلفة وقد شهد التاريخ بأنه قائد ووالي ذو تقدم ورقي في شتئ العلوم والتجارة يقول عبد الله مبشر الطرازي في كتاب موسوعة الحضارة الإسلامية في بلاد السند ((بحيث يمكن القول بأنه الوالي الوحيد بعد الجنيد الذي استطاع أن يقدم خدمات جليلة لبلاد السند وأهلها فقد كان عهد الجنيد من الناحية السياسية عهد التنظيم الشامل والاستمرار في الفتوحات ولكن عهد داود كان عهد الاصلاحاتوالتقدم في ميادين الثقافة والعلوم والتجارة وتحسين العلاقات السياسية بين العرب وأهل السند الخ)) .

## كرم داود بن يزيد بن حاتم المهلبي
وقد كان داود بن يزيد بن حاتم المهلبي كريم مثل ابيه يزيد بن حاتم المهلبي الذي يتسابق الشعراء على مدحه لكي ينالوا عطائه ومن الشعراء الذين مدحوا داود بن يزيد المهلبي
الشاعر مسلم بن عقيل الانصاري فقال قصيدة طويلة مطلعها:
تدع بي الشوق إني غير معمود... نهى النهي عن هوى الهيف الرعاديد
فاجازه مائة الف درهم وغيره شعراء كثيرين والله اعلم.

## وفاة داود بن يزيد بن حاتم المهلبي
وظل داود والي على السند وقد احسن السيرة وعدل في رعيته لمدة عشرين عاما حتى توفي في مدينة المنصورة في بلاد السند سنة 205 ه بعد حياة كفاح ونضال.